# Kostuchna
Kostuchna (tiếng Đức: Kostuchna) là một quận của Katowice, có diện tích 8,59 km² và năm 2007 có 8.233 dân.

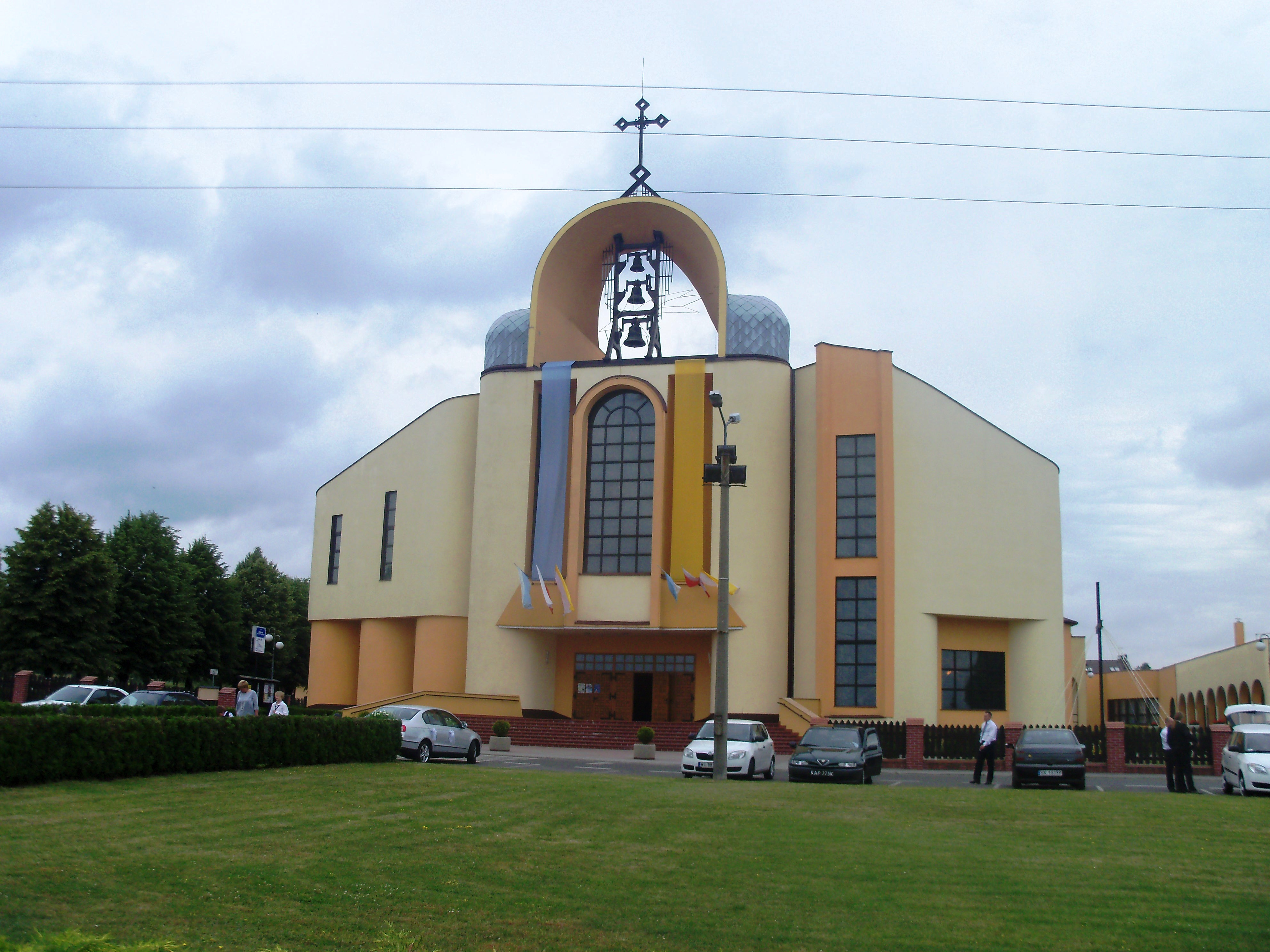
Nhà thờ Holy Trinity

1. ↑  Urząd Miasta Katowice. "Katowice - Studium uwarunkowań i kierunków zagospodarowania przestrzennego" (PDF) (bằng tiếng Ba Lan). Bản gốc (PDF) lưu trữ ngày 4 tháng 11 năm 2011. Truy cập ngày 16 tháng 6 năm 2011.